# Чемпіонат Німеччини з хокею 1997—1998
Чемпіонат Німеччини з хокею 1998 — 81-ий чемпіонат Німеччини з хокею, чемпіоном став Адлер Мангейм.

## Регулярний сезон (1 раунд)
| М   | Команда                  | І                  | В                  | Н                  | П                  | ПО                 | Ш                  | О                  |
| --- | ------------------------ | ------------------ | ------------------ | ------------------ | ------------------ | ------------------ | ------------------ | ------------------ |
| 1.  | Адлер Мангейм            | 28                 | 20                 | 2                  | 5                  | 1                  | 111:74             | 43                 |
| 2.  | Дюссельдорф ЕГ           | 28                 | 20                 | 0                  | 8                  | 0                  | 113:88             | 40                 |
| 3.  | ЕВ Ландсгут              | 28                 | 18                 | 2                  | 7                  | 1                  | 100:64             | 39                 |
| 4.  | «Франкфурт Ліонс»        | 28                 | 16                 | 4                  | 7                  | 1                  | 92:74              | 37                 |
| 5.  | Айсберен Берлін          | 28                 | 15                 | 4                  | 9                  | 0                  | 97:79              | 34                 |
| 6.  | Кельнер Гайє             | 28                 | 14                 | 4                  | 9                  | 1                  | 104:94             | 33                 |
| 7.  | Крефельдські Пінгвіни    | 28                 | 14                 | 2                  | 11                 | 1                  | 85:84              | 31                 |
| 8.  | Ганновер Скорпіонс       | 28                 | 12                 | 3                  | 11                 | 2                  | 88:96              | 29                 |
| 9.  | «Швеннінгер Вайлд Вінгс» | 28                 | 11                 | 5                  | 10                 | 2                  | 98:100             | 29                 |
| 10. | Берлін Кепіталс          | 28                 | 11                 | 2                  | 11                 | 4                  | 73:81              | 28                 |
| 11. | Кассель Хаскіс           | 28                 | 10                 | 2                  | 13                 | 3                  | 82:86              | 25                 |
| 12. | Нюрнберг Айс Тайгерс     | 28                 | 9                  | 2                  | 15                 | 2                  | 93:107             | 22                 |
| 13. | Обергаузен               | 28                 | 9                  | 3                  | 16                 | 1                  | 81:103             | 22                 |
| 14. | Аугсбург Пантерс         | 28                 | 10                 | 0                  | 16                 | 2                  | 78:107             | 22                 |
| 15. | Розенгайм                | 28                 | 3                  | 1                  | 24                 | 0                  | 70:138             | 7                  |
| 16. | Кауфбойрен Адлер         | фінансові проблеми | фінансові проблеми | фінансові проблеми | фінансові проблеми | фінансові проблеми | фінансові проблеми | фінансові проблеми |

Скорочення: М = підсумкове місце, І = ігри, В = перемоги, Н = нічиї, П = поразки, ПО = поразки в овертаймі, Ш = закинуті та пропущені шайби, О = набрані очки

## 2 раунд (1-6 місця)
| М  | Команда           | І  | В  | Н | П  | ПО | Ш       | О  |
| -- | ----------------- | -- | -- | - | -- | -- | ------- | -- |
| 1. | Айсберен Берлін   | 48 | 27 | 6 | 14 | 1  | 179:139 | 61 |
| 2. | «Франкфурт Ліонс» | 48 | 27 | 6 | 14 | 1  | 160:126 | 61 |
| 3. | Кельнер Гайє      | 48 | 26 | 6 | 14 | 2  | 160:147 | 60 |
| 4. | Адлер Мангейм     | 48 | 26 | 3 | 16 | 3  | 170:145 | 58 |
| 5. | Дюссельдорф ЕГ    | 48 | 27 | 1 | 18 | 2  | 166:164 | 57 |
| 6. | ЕВ Ландсгут       | 48 | 25 | 4 | 17 | 2  | 148:118 | 56 |

## 2 раунд (7-16 місця)
| М   | Команда                  | І  | В  | Н | П  | ПО | Ш       | О  |
| --- | ------------------------ | -- | -- | - | -- | -- | ------- | -- |
| 7.  | Ганновер Скорпіонс       | 44 | 22 | 6 | 14 | 2  | 160:142 | 52 |
| 8.  | Берлін Кепіталс          | 44 | 19 | 7 | 14 | 4  | 136:118 | 49 |
| 9.  | «Швеннінгер Вайлд Вінгс» | 44 | 19 | 5 | 17 | 3  | 157:148 | 46 |
| 10. | Кассель Хаскіс           | 44 | 19 | 3 | 18 | 4  | 140:128 | 45 |
| 11. | Крефельдські Пінгвіни    | 44 | 18 | 6 | 19 | 1  | 126:141 | 43 |
| 12. | Нюрнберг Айс Тайгерс     | 44 | 18 | 4 | 20 | 2  | 127:154 | 42 |
| 13. | Аугсбург Пантерс         | 44 | 16 | 2 | 24 | 2  | 122:160 | 36 |
| 14. | Обергаузен               | 44 | 14 | 4 | 25 | 1  | 132:184 | 33 |
| 15. | Розенгайм                | 44 | 6  | 3 | 35 | 0  | 105:204 | 15 |

Скорочення: М = підсумкове місце, І = ігри, В = перемоги, Н = нічиї, П = поразки, ПО = поразки в овертаймі, Ш = закинуті та пропущені шайби, О = набрані очки

## Втішний раунд

### 1 раунд
- Ганновер Скорпіонс — Обергаузен 6:2, 5:2, 5:4
- «Швеннінгер Вайлд Вінгс» — Нюрнберг Айс Тайгерс 6:2,	4:5 ОТ, 5:2, 2:4, 6:2
- Аугсбург Пантерс — Берлін Кепіталс 2:3, 3:1, 2:0, 4:1
- Кассель Хаскіс — Крефельдські Пінгвіни 3:5, 2:5, 5:3, 1:2

### 2 раунд
- Ганновер Скорпіонс — Аугсбург Пантерс 4:3, 5:2
- «Швеннінгер Вайлд Вінгс» — Крефельдські Пінгвіни 4:3, 2:6, 2:5

## Плей-оф

### Чвертьфінали
- Айсберен Берлін — Крефельдські Пінгвіни 4:3 ОТ, 4:3 ОТ, 5:1
- «Франкфурт Ліонс» — Ганновер Скорпіонс 4:3 ОТ, 4:1, 2:4, 4:2
- Адлер Мангейм — Дюссельдорф ЕГ 7:2, 4:3, 6:1
- ЕВ Ландсгут — Кельнер Гайє 4:3 ОТ, 9:1, 4:3 ОТ

### Півфінали
- Айсберен Берлін — ЕВ Ландсгут 7:4, 2:1, 2:0
- «Франкфурт Ліонс» — Адлер Мангейм 2:6, 1:5, 3:4 Б

### Фінал
- Айсберен Берлін — Адлер Мангейм 0:2, 2:4, 8:7, 1:4

## Склад чемпіонів
Адлер Мангейм:
- Воротарі: Клаус Мерк, Майк Розаті, Крістіан Кюнаст
- Захисники: Даррен Румбле, Гордон Хайнс, Пол Стантон, Крістіан Лукес, Майк Посма, Крістофер Фелікс, Александер Ердманн, Штефан Ріхер, Мартін Ульріх, Майк Піллігрімс
- Нападники: Маріо Ґеріґ, Павел Гросс, Дейв Томлінсон, Роберт Ціметта, Франсуа Ґей, Йохен Гехт, Філіпп Бозон, Александер Серіков, Крістіан Пуже, Дітер Кальт, Оле Ескіл Дальстрем, Майк Хадсон, Деніс Шасе, Рон Паско, Денієл Маруа, Філіпп Шумахер
- Тренери: Ленс Нетері